# Maison d'Ernest Hemingway
Pour les articles homonymes, voir Hemingway (homonymie).
La maison-musée d'Ernest Hemingway est une maison de l'île de Key West en Floride aux États-Unis. L'écrivain américain Ernest Hemingway vécut dans cette demeure entre 1931 et 1939, devenue maison-musée Hemingway depuis 1964, et classée National Historic Landmark depuis 1968.

## Histoire
Cette demeure est construite en 1851, voisine du phare de Key West, au 907 Whitehead Street, pour l'architecte naval Asa Tift (en), avec un style colonial français en vogue de l'époque du Vieux Carré français de La Nouvelle-Orléans en Louisiane. 

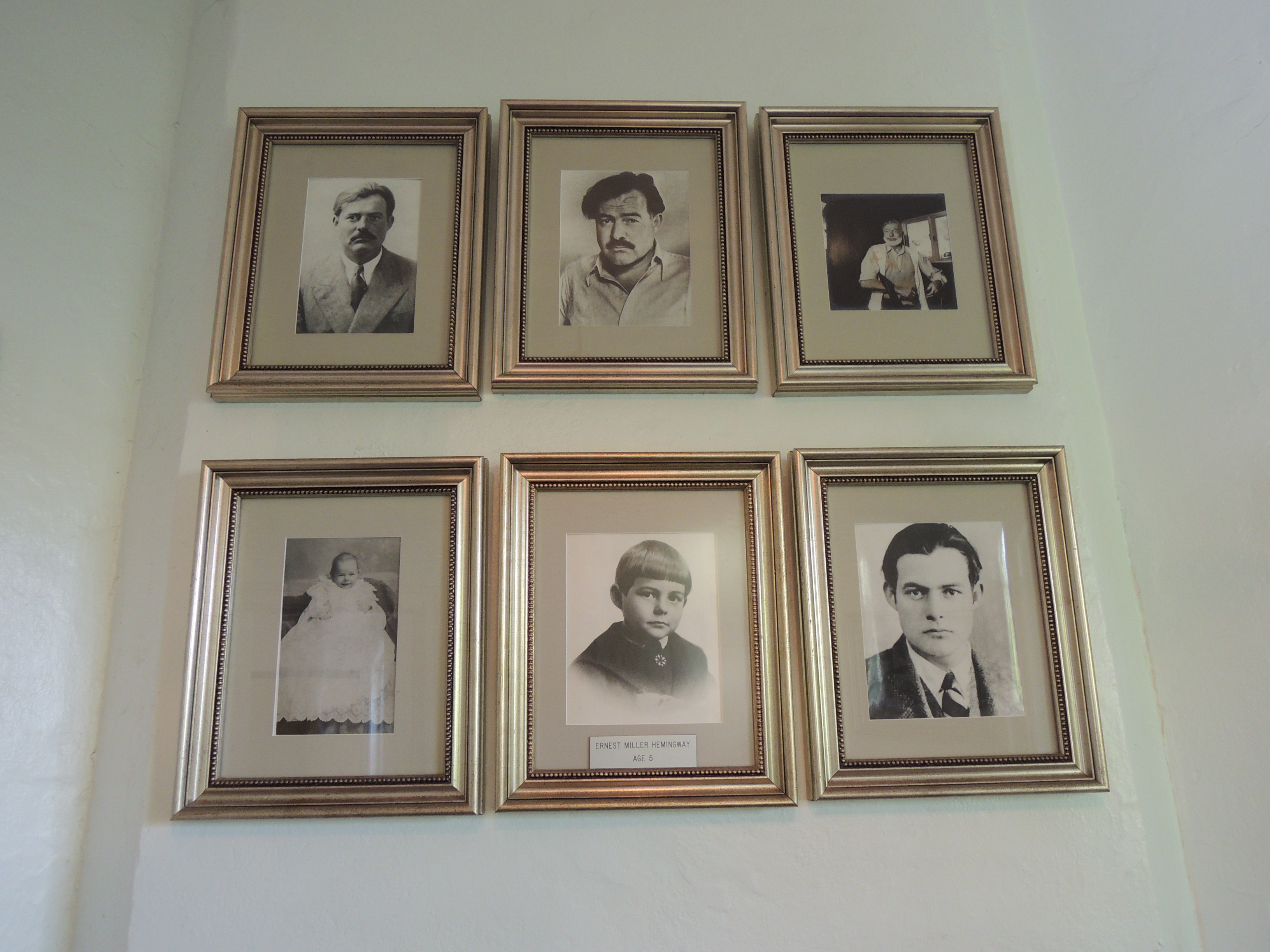
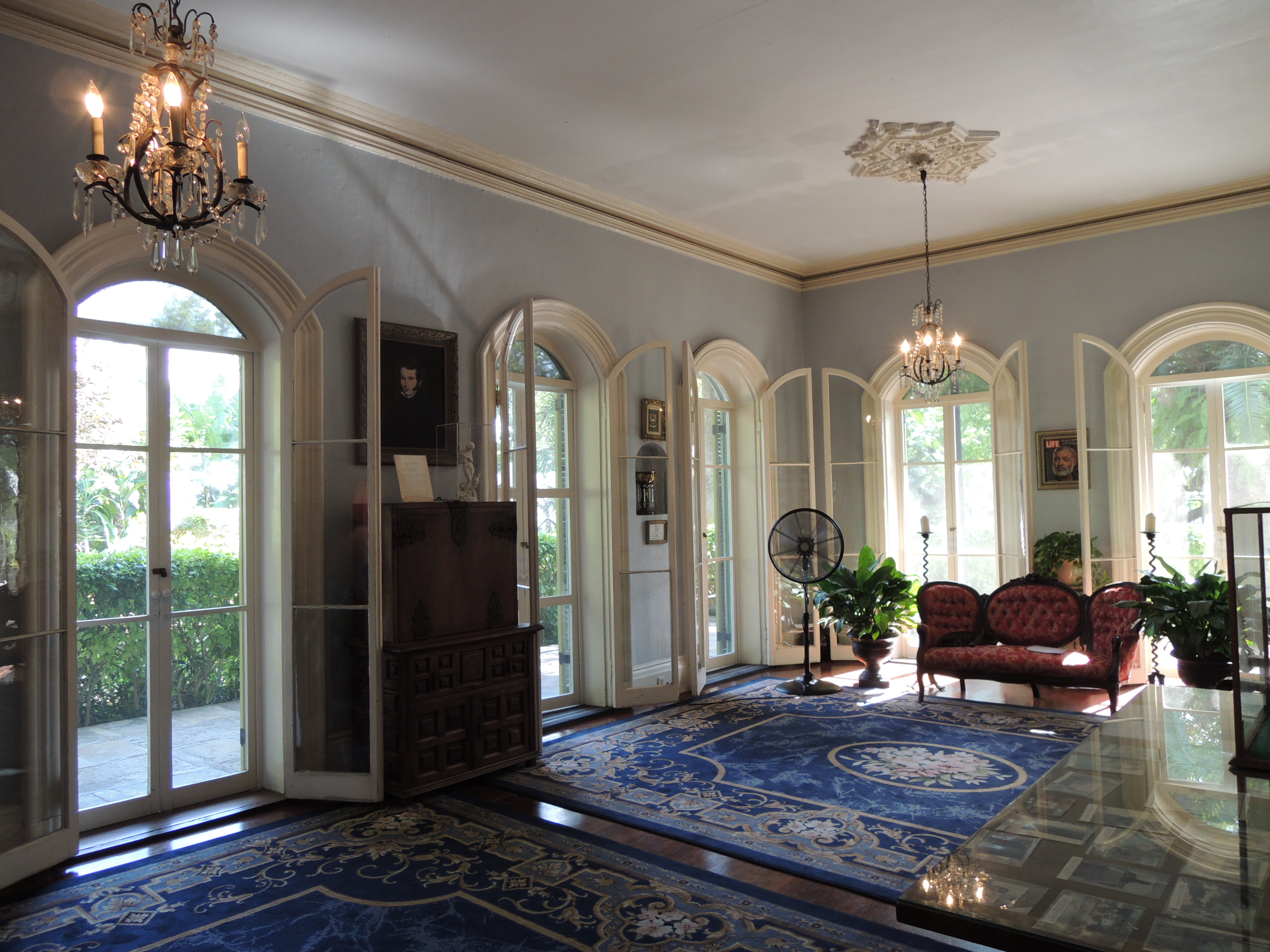
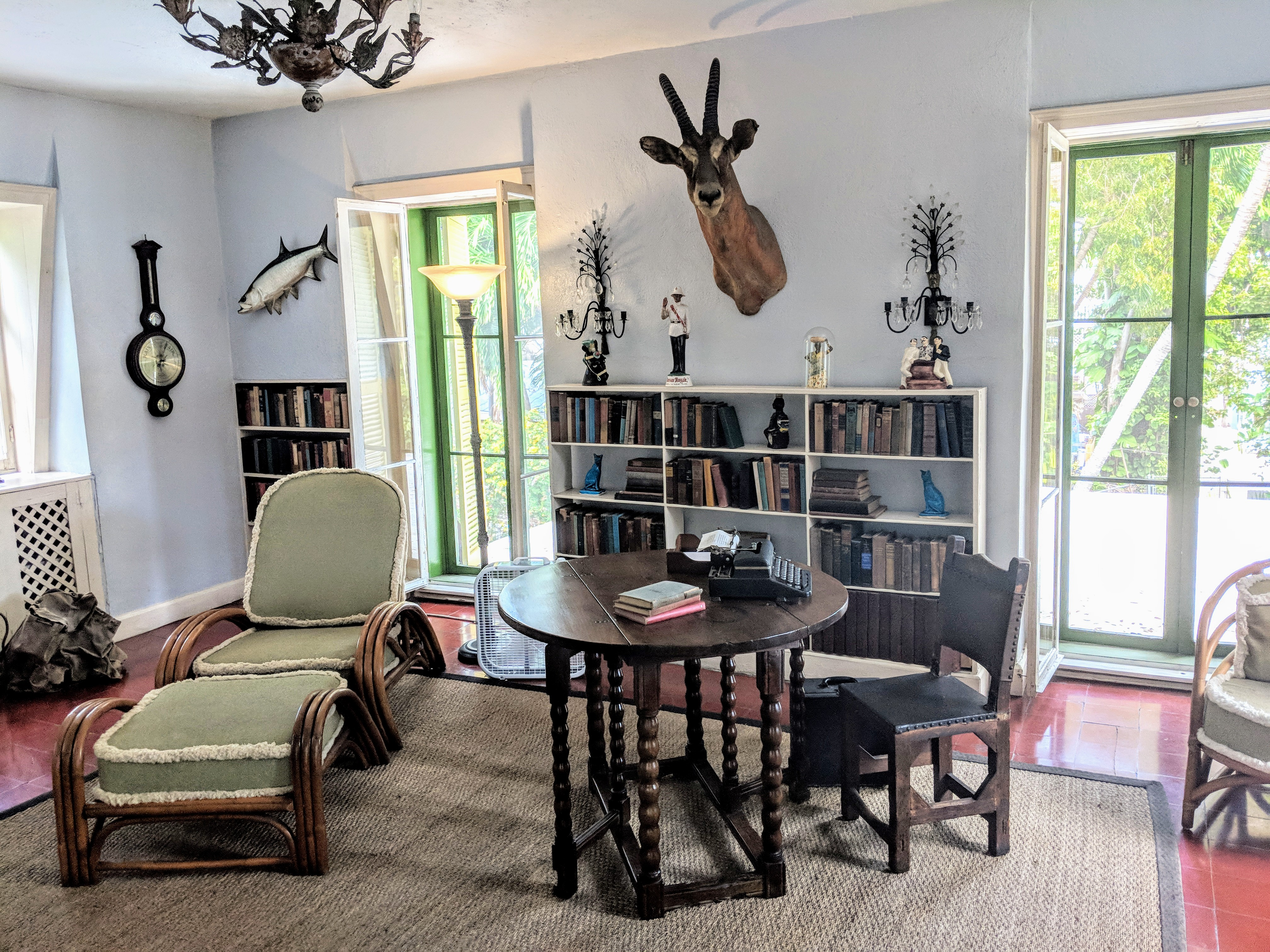

Hemingway rencontre sa seconde épouse-journaliste Pauline Pfeiffer durant son séjour à Paris, où il l'épouse en 1927. Hemingway vient vivre en 1928 dans cette île de Key West de Floride, avant d'acheter cette demeure en 1931, à l'âge de 32 ans, avec Pauline et leur deux jeunes fils Patrick et Gregory. Les lieux sont rénovés, puis aménagés par Pauline, avec des meubles et des antiquités espagnoles du XVIIIe siècle achetés en Europe,, jardin tropical et première piscine aménagée de l’île. Le couple reçoit divers amis dans cette demeure, dont John Dos Passos et son épouse, à plusieurs reprises, ainsi que Waldo Peirce avec son épouse et leurs enfants. 

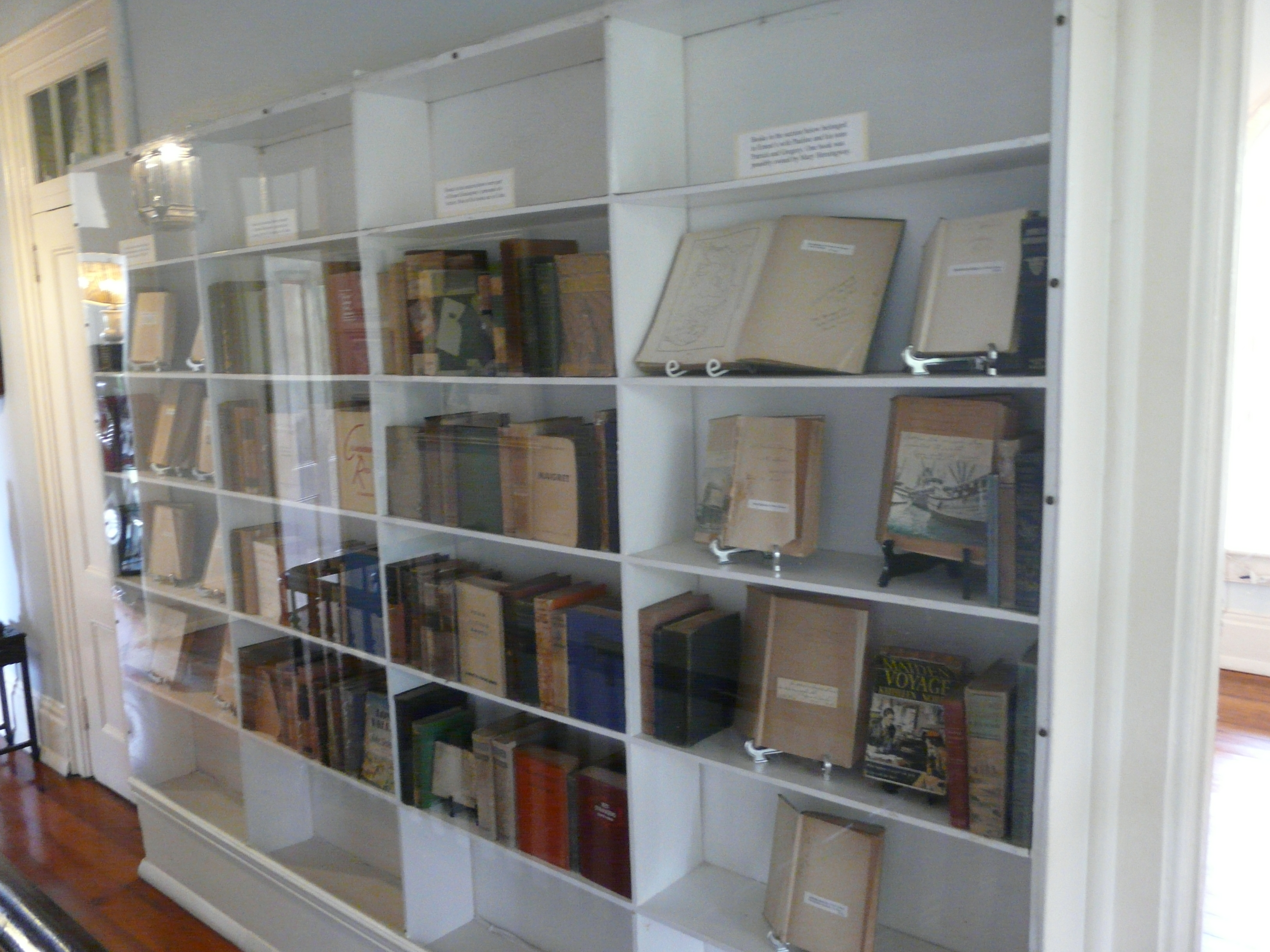
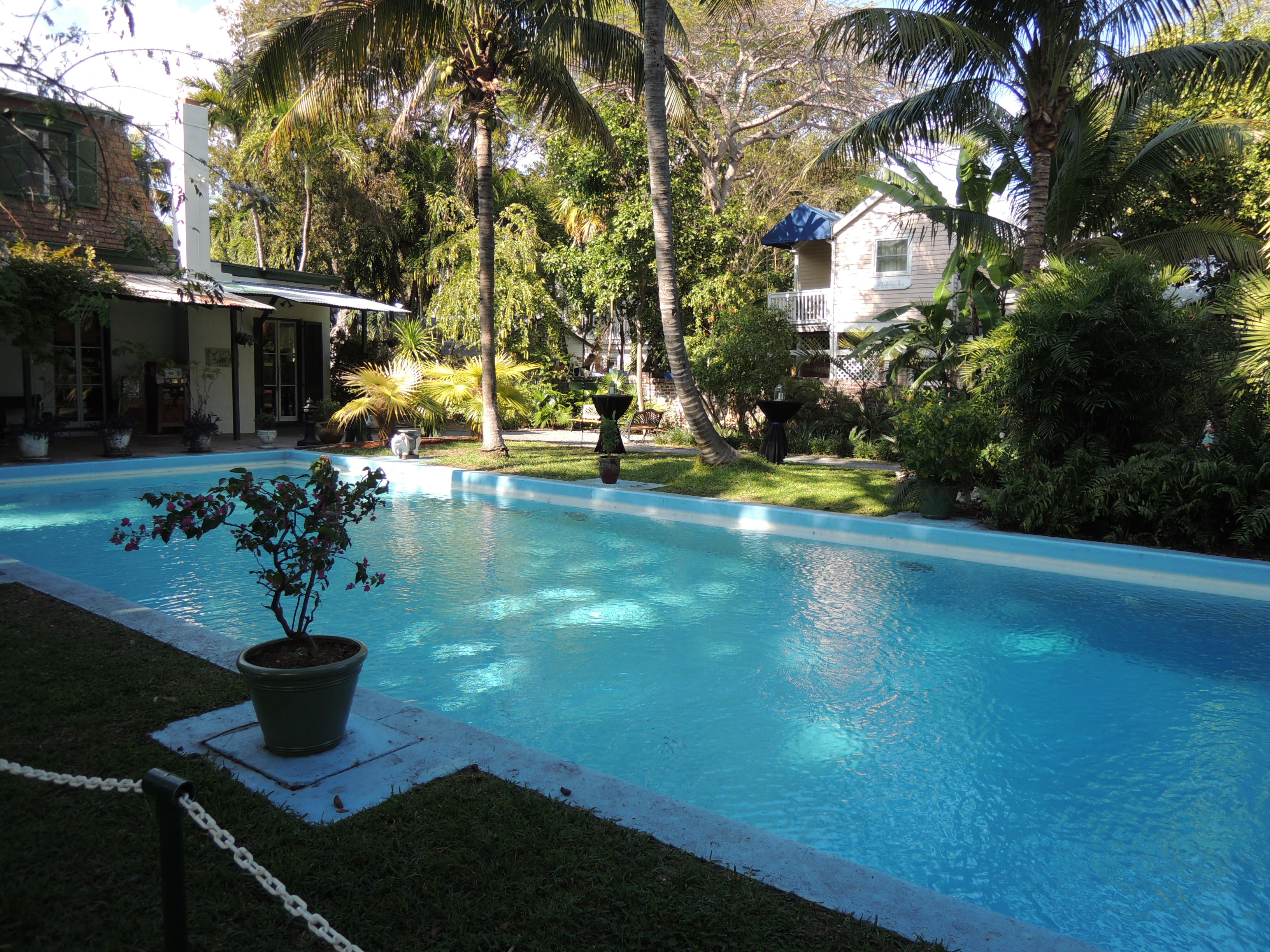
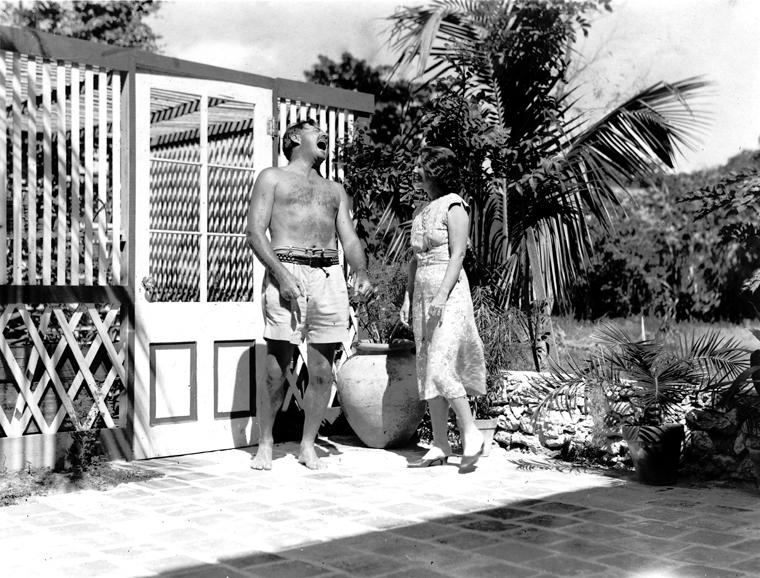
Hemingway et Pauline, à Key West, vers 1930

Hemingway écrit ici de nombreux romans à succès de son œuvre, le matin, dans un studio isolé aménagé au second étage, dont : Mort dans l'après-midi (1932), Les Vertes Collines d'Afrique (1935), Les Neiges du Kilimandjaro (1936), L'Heure triomphale de Francis Macomber (1936), En avoir ou pas (1937), Pour qui sonne le glas (1940). 
Il achète son bateau Pilar en 1934, avec lequel il se passionne pour la pêche sportive à l'espadon, dans les eaux voisines de Key West et de Cuba, où il s'installe finalement avec sa 3e épouse-écrivaine Martha Gellhorn dans leur « Finca la Vigía » de La Havane, entre 1939 et 1960 (actuel musée Ernest-Hemingway de Cuba).

## Maison-musée Hemingway
Après leur divorce en 1940, Pauline vécut dans la maison jusqu'à sa disparition en 1951. Hemingway en redevient propriétaire jusqu'à sa disparation en 1961. Ce lieu de mémoire littéraire est alors vendu par ses héritiés, transformé en maison-musée Hemingway en 1964 (Ernest Hemingway Home and Museum), et classé National Historic Landmark en 1968.
Les lieux exposent un décor et ambiance reconstituée d'époque, avec de nombreux meubles, bibliothèques, objets, vêtements, souvenirs, trophées de chasse, documents, photos, livres, lettres manuscrites, et nombreux descendants présumés des chats de l'écrivain.       

## Au cinéma
Quelques scènes de films sont tournées dans cette maison-musée Hemingway, dont :
- 1989 : Permis de tuer, de John Glen, avec Timothy Dalton dans le rôle de James Bond 007.
- 2017 : L'Échappée belle, de Paolo Virzì, avec Donald Sutherland.